# 야마구치 리카코
야마구치 리카코(일본어: 山口 立花子 やまぐち りかこ[*], 1988년 3월 30일 ~ )는 일본의 성우. 도쿄도 출신. 선 뮤직 프로덕션 소속.